# Història de l'ateisme
Encara que el vocable ateisme s'origina al s. XVI basat en el terme del grec antic ἄθεος ('sense déu'), la seua admissió com a concepte positiu no es troba abans del segle xviii, quan les idees atees i la seua influència filosòfica i política comencen a expandir-se.

Símbol ateu emprat per l'associació internacional Iniciativa Atea

La proposició espontània que els déus no existeixen és tan antiga com el teisme mateix, i la idea que no hi ha déu és tan antiga com el monoteisme i l'henoteisme. Tant a Europa com a Àsia, el sorgiment de l'ateisme pot situar-se a la fi del s. VI ae. El pensament filosòfic ateu apareix entre els s. V i VI ae.

## Filosofies asiàtiques antigues
A Àsia, la vida contemplativa no centrada en la idea dels déus començà al s. VI ae amb el taoisme (a la Xina) i amb el jainisme, el budisme i alguns corrents ateus de la medicina aiurveda (a l'Índia).
Encara que aquests sistemes de creences afirmaven una via salvadora filosòfica no centrada en el culte a déus, la tradició popular en algunes de les branques realitzava un culte a divinitats, crides a esperits i altres tradicions folklòriques. De fet, el conjunt d'escriptures més complet i antic, el Cànon Pali, accepta com a reals els éssers divins, els déus vèdics (en el Rigveda) i altres déus, el renaixement, el paradís i l'infern. Mentre que les deïtats no són necessàries per a l'objectiu de la salvació en el budisme, la veritat és que no es qüestionaven.

### Jainisme
Encara que els jainistes consideren la seua tradició com a eterna, el jainisme data dels temps de Parshua (que va viure al s. IX ae), i més segurament de Mahavira (mestre del s. VI ae i contemporani de Buda Gautama). El jainisme creu que el món és etern i manca de principi. No hi ha una divinitat personal, i totes les possibles divinitats ―les ànimes dels perfectes arhat (divinitats humanes), per exemple― no són emanació ni manifestació de cap divinitat apofàtica ni de cap Unitat (el Tot o Absolut), conceptes i realitats que són igualment negats i rebutjats en el jainisme juntament amb la d'un déu creador.

### Hinduisme
Dins de les doctrines àstika (‘ortodoxes') de l'hinduisme, tant l'escola samkhya com la mimamsa no accepten un déu creador.
Segons la seua tradició, el text principal de l'escola samkhya, el Sankhya-karika, l'escrigué Ishuara Krishna al s. IV, quan era una escola predominant. Els orígens de l'escola són més antics i s'han perdut en la llegenda. L'escola va ser alhora dualista i atea. Creien en una existència dual de prakriti (‘natura’) i puruixa (‘humà’, esperit) i no hi havia lloc per a Ixvarà (‘el millor amo’, ‘el més gran controlador’, Déu): argumentaven que l'existència d'Ixvarà no pot demostrar-se i per això no pot admetre's que existisca. L'escola era important entre les doctrines hinduistes en aquell moment, però comença el seu declivi al segle X, i els seus darrers comentaris són del s. XVI.
El text fundacional de l'escola mimamsa són els Purva-mimamsa-sutras de Jaimini (segles III a I ae). L'escola assolí l'apogeu al s. VIII, i durant un temps en l'edat mitjana tingué una clara influència en el pensament hinduista.
L'escola mimamsa respon les preguntes primàries sobre la naturalesa del dharma segons una interpretació estreta dels Veda (texts del II mil·lenni ae). Els seus principis fonamentals eren el ritualisme (ortopraxi), l'antiascetisme i antimisticisme. Els primers mimamsaka creien en un adrishta (‘invisible’) que resulta de la pràctica de karma (‘treballs') i no veien la necessitat d'un Ixvarà (‘senyor’, Déu) en el seu sistema. La doctrina mimamsa encara continua en algunes ramificacions de les escoles de pensament hinduista actual.

### Taoisme
El pensament filosòfic taoista sorgeix en l'antiga Xina aproximadament al s. VI ae, del savi Laozi, que plantejava una línia de pensament contemplativa i retrospectiva sobre la base de l'observació dels fenòmens cosmològics que el portaren a desenvolupar una concepció metafísica naturalista.
Si bé Laozi no era un materialista absolut, la seua metafísica partia de la idea que un ordre natural cosmodinàmic havia originat la matèria a conseqüència dels canvis cíclics i mutacionals de l'energia, la qual en si mateixa és immaterial però pot materialitzar-se i adoptar formes, tal com tot en la natura ho fa mitjançant la successió dialèctica del Yin i Yang. Sent l'Energia (chi) el motor universal de la constant fluïdesa del canvi, pot entendre's aquesta com la forma en què es manifesta el Tao que, segons aquesta concepció, és el concepte que representa l'origen i Caos primordial de tota l'existència, l'element abstracte de la font primordial generadora de la natura i l'existència, tant en el seu significat cosmològic i físic com en els seus arguments filosòfics, ideològics i metafísics.
D'aquesta forma, el taoisme planteja un origen abstracte i immaterial sobre la cosmogonia a partir del Tao, i una constant metafísica i energètica a la qual denomina chi, però tots aquests elements metafísics no són considerats sobrenaturals, ja que els entén com la forma de la natura en l'essència més pura, i de la qual derivà la matèria per les transformacions naturals, i no per la intervenció de cap deïtat ni cap altra personificació teista, motiu pel qual el taoisme es mostra en contra de la lleialtat al mandat del cel que autoproclamaven els monarques xinesos per justificar el seu dret diví de governar.
Malgrat que el taoisme originari de Laozi, Zhuangzi i dels seus continuadors era una forma de pensament filosòfic antiteista, els posteriors líders religiosos de l'antiga Xina aportaren elements taoistes a la religió tradicional xinesa, i aquest sincretisme és el que massivament es difongué com la forma de taoisme religiós, el qual presenta creences animistes i teistes, i els creients reten culte a diferents divinitats i esperits, els quals corresponen a la tradició folklòrica i no als postulats taoistes dels iniciadors d'aquesta filosofia.

### Budisme
La filosofia moderna considera que els elements sobrenaturals de la tradició budista són afegits posteriors. En realitat tal opinió ja va aparéixer a l'inici del segle xviii al Japó entre els erudits de l'escola Kaitokudō (懐徳堂), que defensaven una versió atea del budisme i consideraven que els elements sobrenaturals dels antics texts budistes procedien del xintoisme, hinduisme, taoisme i confucianisme, i eren exageracions fictícies.
Nakamoto Tominaga (1715-1746) va concloure que, entre la vasta col·lecció d'escriptura mahaiana, només la part de l'Agama-sutra pertanyia realment a Buda. Aquesta opinió, la corroboren els estudis moderns, que identifiquen el Dhammapada, els dos últims capítols del Sutra-nipata en el Tripitaka pali i la part corresponent a l'Agama-sutra del Tripitaka en sànscrit, així com alguns petits fragments en altres escriptures, com els escrits més antics. Aquest punt de vista, denominat «daijō hibussetsu» (大乗非仏説, teoria del mahaiana no budista), és responsable de la controvèrsia actual en el budisme japonés.

### Carvaka
L'escola filosòfica materialista i antireligiosa Carvaka o Lokayata s'origina a l'Índia amb els Barjaspatia-sutra, escrits atribuïts a Brijaspati, ateu, que possiblement és un altre personatge diferent del mític savi Brijaspati, ja que Dhishan, deixeble del Brihaspati ateu, considera els autors dels texts vèdics un grup de estafadors (prop del s. VI ae, o era precristiana), i és l'escola filosòfica més explícitament atea de la regió: va créixer a partir de l'escepticisme general existent en el període Màuria.
Ja al s. VI ae, els budistes citaven Ajita-kesakambalin en les escriptures Pali, en què es debatia i s'ensenyava que «amb la desaparició del cos, el savi i el neci són anihilats, destruïts. Cap d'ells existeix després de la mort».
La filosofia Carvaka és hui coneguda principalment pels seus oponents àstika i budistes. L'objectiu d'un carvaka, d'acord amb les seues fonts, és tenir una vida pròspera, feliç i productiva en aquest món. El Tattua-upaplava-simja de Jaiarashi Bhatta (s. VIII ae) se cita com a text supervivent d'aquesta escola que es creu desapareguda al s. XV.

## Grècia i Roma clàssiques

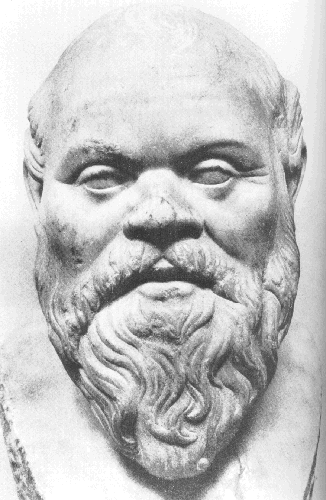
Sòcrates

En l'antiguitat clàssica europea la religió era una creença fonamental (la manera de vida quedava determinat per la divinitat). Abans del s. VII ae ens trobem el mite com a forma de pensament en l'antiga Grècia, que sustentava pel dret diví l'estat (la polis, i més tard l'Imperi romà). Qualsevol persona que no cregués en la deïtat recolzada per l'estat podia ser legalment acusada d'ateisme i ser castigada amb la pena de mort.
Al voltant del s. VII ae es produeix una revolució sense precedents en el desenvolupament de les tècniques de navegació, la qual cosa propicia que es forme el comerç. Consegüentment, es reemplaça la barata pels diners. Es va estendre l'escepticisme en la mentalitat popular i a la fi del segle VI ae es produeix el naixement del «pensament racional» (rival de la mitologia i la religió).
Diàgores de Melos (s. V ae) és conegut com el primer ateu. Blasfemava fent públics els misteris d'Eleusis i desanimant la gent a ser-hi iniciada.
Poc després els atomistes Leucip i Demòcrit intentaren explicar el món d'una manera materialista, sense fer referència a l'esperit o la mística. El moviment que agita els àtoms, els agrega i disgrega, destruint o donant origen a altres cossos, és un moviment que és regit per una llei cega i sense cap finalitat, que és dins la matèria i no procedeix de cap intel·ligència ni divina ni humana que el dirigisca.
Entre els sofistes, Pròdic de Queos va dir que creia que les coses útils per a la vida humana s'havien atribuït als déus, i Protàgores, segons Ciceró, afirmà que «respecte als déus soc incapaç d'afirmar si existeixen o no».
El mateix Ciceró (de filosofia estoica), sense negar-ne obertament l'existència, va assenyalar en la seua obra De natura deorum ('Sobre la naturalesa dels déus') com és de difícil justificar l'existència d'aquestes figures sobrenaturals.
Per raons polítiques, Sòcrates no fou acusat d'ateisme, sinó d'asébeia o impietat (manca de respecte als valors relacionats amb els déus reconeguts per l'estat) a Atenes en el 399 ae). Malgrat els càrrecs, afirmava ser inspirat per una veu divina (daimon). El seu últim desig abans de morir fou que se sacrifiqués un gall al déu Asclepi. Els cristians a Roma també foren considerats elements subversius per a la religió de l'estat i els van perseguir com a ateus. Així, els càrrecs d'ateisme, amb el significat de subversió religiosa, s'usaren sovint igual que els d'heretgia i impietat, com una arma política per a eliminar enemics.

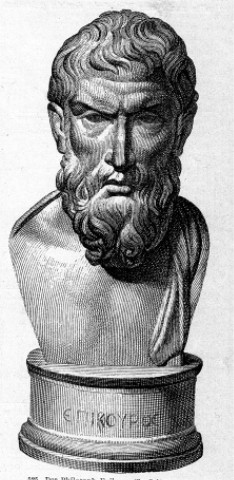
Epicur

Al voltant del 300 ae el filòsof cirenaic Teodor de Cirene va negar l'existència dels déus en el seu llibre Sobre els déus.
Evèmer (330–260 ae) publicà l'opinió que els déus només eren governants deïficats, conqueridors i fundadors del passat, i que els seus cultes i religions eren en essència la continuació de regnes esvaïts i estructures polítiques passades.
Encara que Evèmer fou més tard criticat per haver «estés l'ateisme per tota la terra habitada esborrant el record dels déus», la seua visió del món no era atea en el sentit estricte, perquè considerava que els déus primordials eren eterns i imperibles.
Evèmer també creia que el Sol, la Lluna i altres cossos celestes eren déus, i considerava que els fenòmens naturals com el vent eren divins, per tenir «origen etern i eterna continuació». Però arriba a la conclusió que els titans i tots els déus de la següent generació com els déus olímpics són construccions culturals i religioses de personatges humans del passat
Alguns historiadors han argumentat que ell merament va reinterpretar la religió antiga sota la llum de la deificació de governants contemporanis com Alexandre el Gran.
L'obra d'Evèmer fou traduïda al llatí per Enni, possiblement per aplanar el camí en la mitografia de la planejada divinització d'Escipió l'Africà a Roma.
Una altra figura important en la història de l'ateisme fou Epicur (al voltant del 300 ae). Proper a les idees de Demòcrit i els atomistes, exposà una filosofia materialista en la qual l'univers estava governat per les lleis de l'atzar sense necessitat d'intervenció divina. Encara que va afirmar que els déus existien, creia que els era indiferent l'existència humana, doctrina denominada deisme, perquè no es nega l'existència de divinitats, però sí la seua incidència en el món. L'objectiu dels epicuris era aconseguir la pau mental exposant que la por a la ira divina era irracional. Una de les més eloqüents expressions del pensament epicuri és Sobre la naturalesa de les coses de Lucreci (s. I ae). Lucreci no era ateu perquè sí que creia en l'existència dels déus, però com Epicur pensava que ells com a éssers perfectes no estaven interessats en els assumptes humans. Tots dos també negaven l'existència del més enllà. El militar i polític Juli Cèsar (100–44 ae), que s'inclinava considerablement cap a l'epicureisme, tampoc creia en l'existència post mortem, com exposà en la seua petició de pena de mort en el judici a Catilina.
Els epicuris, més que ateus, podrien descriure's com a materialistes. Els epicuris no van ser perseguits, però els seus ensenyaments causaren controvèrsia i foren durament atacats per les escoles majoritàries com l'estoïcisme i el neoplatonisme. El moviment acabà sent una forma de pensament marginal i gradualment desaparegué al final de l'Imperi romà, fins que Pierre Gassendi al s. XVII el va reavivar.

## Edat mitjana
En l'edat mitjana a Europa gairebé no es coneixen expressions d'ateisme. Hrafnkell, el protagonista de la saga islandesa del mateix nom, datada del s. X, quan el seu temple dedicat a Freyr és cremat i ell esclavitzat, afirma: «Crec que és una insensatesa tenir fe en els déus», i mai tornà a realitzar un sacrifici; aquesta posició es denomina en les sagues goðlauss (‘sense déu’), i se'n citen diversos casos semblants, fins i tot de reis. Jacob Grimm, en la seua obra Teutonic mythology, observa que:
| « | És destacable que en las antigues llegendes nòdiques a vegades s'esmenten casos de persones que davant una gran irritació o dubte giren l'esquena a la seua fe pagana, i centren la confiança en la seua força i virtut. Així, en Sôlar lioð 17, apareix l'afirmació sobre Vêbogi i Râdey â sik þau trûðu, «confien en ells mateixos». | » |

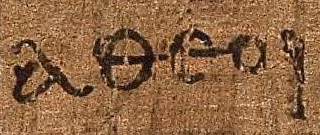
Paraula grega αθεοι «atheoi» ([aquells] sense déu) en l'Epístola als efesis

En l'Europa cristiana, les cinc vies tomistes i l'argument ontològic d'Anselm de Canterbury intenten respondre intel·lectualment al qüestionament de l'existència de Déu. Les autoritats religioses persegueixen els que discrepen de les seues creences acusant-los d'heretgia, especialment als països on està activa la Inquisició. El càrrec d'ateisme és usat sovint per a atacar adversaris polítics o religiosos. Per exemple, el papa Bonifaci VIII, per la seua insistència en la supremacia política de l'Església, fou acusat pels seus enemics a la seua mort (inversemblantment) de mantenir posicions atees tals com «no creure en la immortalitat, ni en la incorruptibilitat de l'ànima, ni en la vida esdevenidora».
En l'Islam medieval els teòlegs reconeixen el concepte d'ateisme i sovint ataquen els infidels, encara que són incapaços d'anomenar cap ateu real; generalment quan acusen a algú d'ateisme normalment són dissidents i heretges més que no pas ateus.
Una figura notable fou l'intel·lectual del s. IX Ibn al-Rawandi, que va criticar la noció de profecia religiosa, inclosa la de Mahoma, i opinava que els dogmes religiosos no eren acceptables per la raó i havien de ser rebutjats.
Altres crítics de la religió del món islàmic foren el metge i filòsof Abu Bakr ar-Razí (865-925) i el poeta Al-Marri (973-1057).

## Renaixement i Reforma
Durant el Renaixement i la Reforma protestant les crítiques a les institucions i creences religioses es fan més freqüents, però no representen realment ateisme.
El terme athéisme s'encunyà a França al s. XVI, com una forma d'acusació contra aquells que rebutjaven Déu o la divinitat en les controvèrsies intel·lectuals, tot i que el concepte d'ateisme ressorgí després com una reacció a la confusió intel·lectual i religiosa produïda per la Reforma i més tard la Il·lustració. Durant els s. XVI i XVII la paraula ateu s'usava exclusivament com un insult i ningú volia ser considerat com a tal.
L'acusació d'ateisme era tan perillosa com il·lustren els exemples següents: Étienne Dolet fou escanyat i cremat el 1546, i Giulio Cesare Vanini va sofrir un destí semblant al 1619. El 1689 el noble polonés Kazimierz Łyszczyński, que escrigué un tractat filosòfic, De senar existentia Dei, en què qüestionava l'existència divina, fou condemnat a mort a Varsòvia per ateisme, el decapitaren després d'arrencar-li la llengua amb un ferro roent i cremar-li les mans lentament. De manera semblant el 1766 el noble François-Jean Lefevre fou torturat i decapitat i el seu cos cremat, per l'acusació de destruir un crucifix. Aquest cas es va fer cèlebre perquè Voltaire va intentar sense èxit que la sentència fos revocada.
Entre els acusats d'ateisme hi ha el filòsof materialista anglés Thomas Hobbes (1588-1679), però ell en negà els càrrecs. El seu teisme era inusual, en tant que considerava que Déu era material. Anteriorment, el dramaturg i poeta Christopher Marlowe (1563-1593) fou acusat d'ateu quan es va trobar a sa casa un fullet que negava la divinitat de Crist. Abans que pogués defensar-se del càrrec fou assassinat, encara que per altres motius. El 1675, el filòsof Spinoza, per precaució, renuncià a publicar La ethica, considerada blasfema i atea pels teòlegs. Pel mateix motiu la majoria de les seues obres foren prohibides i només pogueren publicar-se després de la seua mort.

## El Segle de les Llums

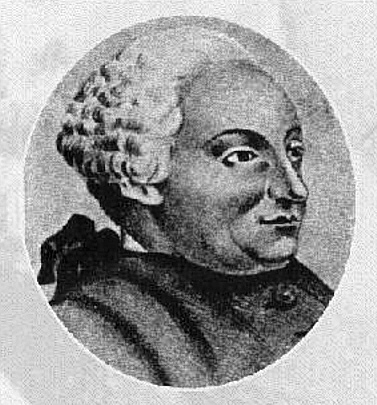
Paul Heinrich Dietrich, baró d'Holbach

Denis Diderot (1713-1784), un dels més prominents filòsofs de la Il·lustració i editor de l'Enciclopèdia, també fou acusat d'ateu per desafiar els dogmes religiosos, en particular el catòlic. Escrigué: «La raó és la virtut del filòsof com la gràcia ho és del cristià. La gràcia determina les accions del cristià, la raó les del filòsof».
Diderot fou empresonat durant un període breu i els seus escrits prohibits i cremats. Però el concepte que la raó era el mitjà de jutjar la veritat i estudiar el món s'expandí irremissiblement pel pensament intel·lectual de tot Europa.
En els anys 1770, l'ateisme havia deixat de ser una acusació perillosa, i esdevingué a poc a poc una posició obertament confessada per alguns. El primer a negar l'existència de Déu i proclamar el seu ateisme des de l'època clàssica fou el baró d'Holbach (1723-1789) en la seua obra de 1770 Sistema de la natura. D'Holbach fou una figura dels cercles socials parisencs que organitzava una tertúlia a què acudien molts intel·lectuals notables de l'època, entre els quals Denis Diderot, Jean Jacques Rousseau, David Hume, Adam Smith, i Benjamin Franklin. Així i tot, el seu llibre fou publicat sota el pseudònim de Jean-Baptiste de Mirabaud, i l'Església l'inclogué en el seu Index librorum prohibitorum (índex de llibres prohibits).
El pamflet titulat Resposta a les cartes del Dr. Priestley per un no creient filosòfic (1782) es considera la primera declaració publicada d'ateisme a Gran Bretanya, probablement la primera en idioma anglés (sense comptar les obres encobertes i crípticament atees). El desconegut William Hammon (possiblement un pseudònim) en signa el pròleg i apareix com a editor. El text principal, anònim, s'atribueix a Matthew Turner (f. 1788?), un metge de Liverpool que devia conéixer Priestley. L'historiador David Berman aposta fermament per l'autoria de Turner, encara que suggereix que podien haver-n'hi dos autors.

## Edat contemporània

### Seglexix
La Revolució francesa (1789) va catapultar el pensament ateu cap a la política, en obrir el camí per als moviments intel·lectuals del s. XIX com el racionalisme, el lliure pensament i el liberalisme.
El poeta Percy Bysshe Shelley (1792-1822) fou expulsat de la Universitat d'Oxford el 1811 per presentar davant el degà un pamflet anònim titulat La necessitat de l'ateisme. Aquest pamflet és considerat pels historiadors el primer ideari ateu publicat en llengua anglesa. La primera publicació d'idees atees a Alemanya fou L'essència de la cristiandat de Ludwig Feuerbach (1804-1872), que influiria en altres destacats pensadors ateus alemanys del s. XIX com Arthur Schopenhauer (1788-1860), Karl Marx (1818-1883) i Friedrich Nietzsche (1844-1900).
El lliurepensador Charles Bradlaugh (1833-1891) fou repetidament electe per al parlament britànic, però no li deixaren ocupar el seu seient per negar-se a realitzar i demanar que s'eliminés el jurament religiós, encara que després s'oferí a realitzar-lo «objectant ser un formalisme legal»: quedà el seu lloc vacant. Després de ser reelegit per quarta vegada, el nou portaveu li va permetre ocupar-lo prenent-li jurament sense permetre-li objeccions: esdevingué així el primer ateu declarat a ocupar un lloc al parlament britànic, i va participar en la reforma de la llei de juraments.

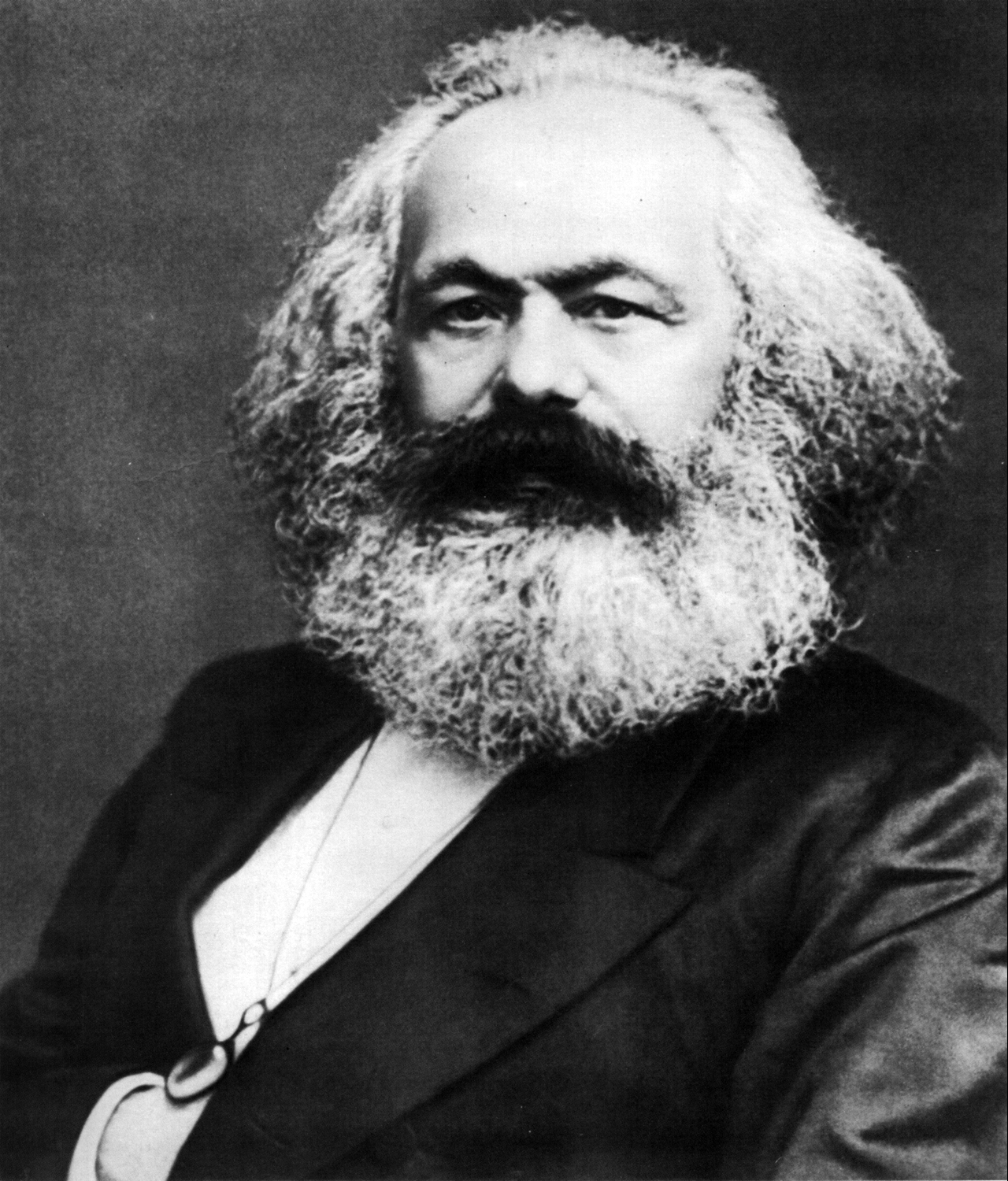
Karl Marx

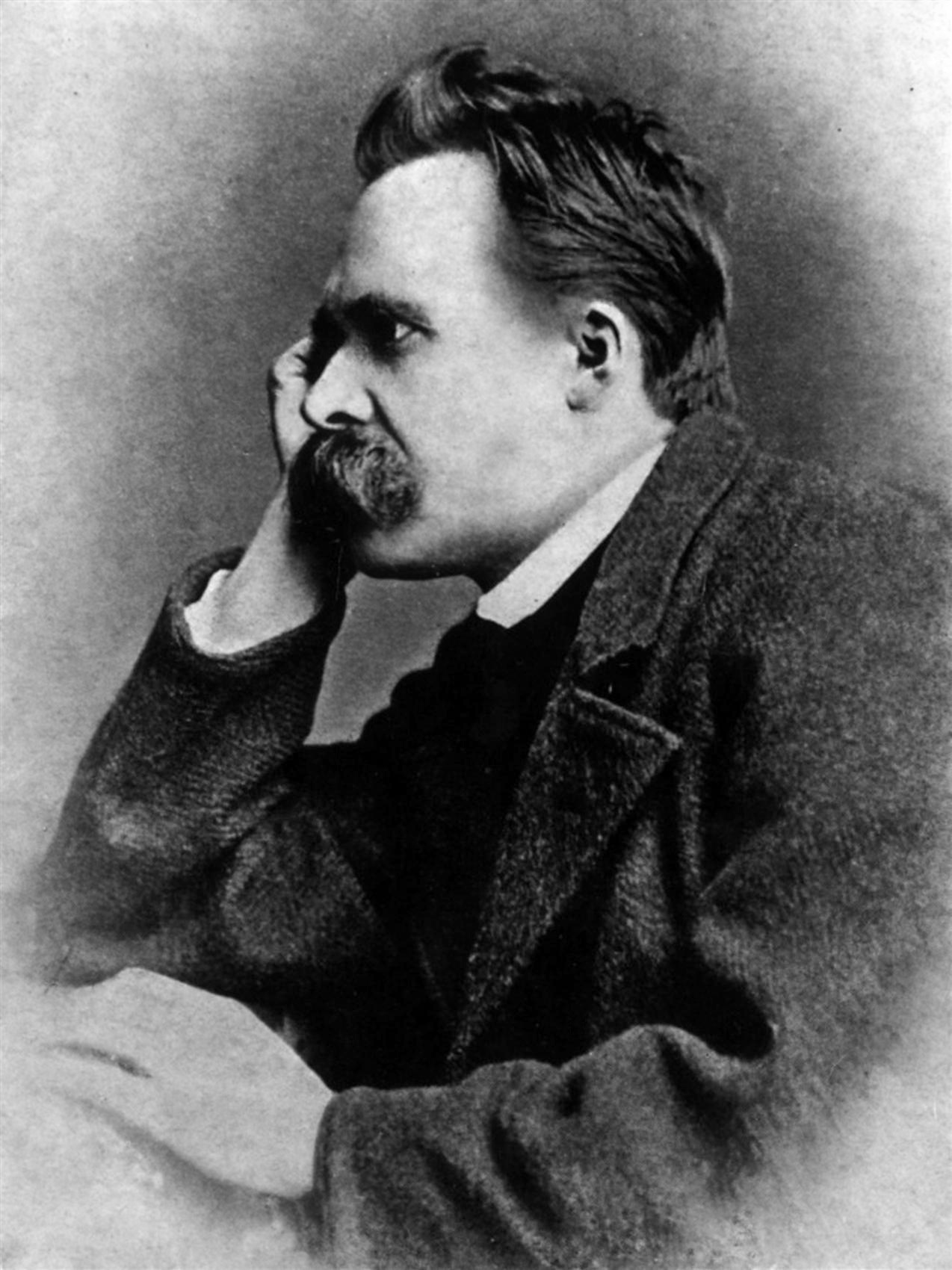
Friedrich Nietzsche

Des de 1818, Arthur Schopenhauer (1788-1860) ja havia sentat les bases del seu pensament filosòfic, el pessimisme ateu, en la seua obra mestra, El món com a voluntat i representació.

El 1844, Karl Marx va escriure en la seua obra Contribució a la crítica de la filosofia del dret de Hegel una de les cites atees més cèlebres:
| « | El sofriment religiós és alhora l'expressió del sofriment real i una protesta contra el sofriment real. La religió és el consol de la criatura oprimida, el sentiment d'un món sense cor i l'esperit d'un estat de coses inhumà. És l'opi del poble. | » |

Marx creia que la gent recorria a la religió per alleujar el dolor causat per la realitat de la situació social. Segons Marx, la religió és un intent de transcendir l'estat material dels assumptes socials reals (el dolor de l'opressió de classe) creant un món imaginari per evadir-se'n, que converteix els creients en individus dòcils al control social i l'explotació en aquest món, mentre ells esperen alleujament i justícia en una vida després de la mort. En el mateix assaig Marx afirma: «[L'ésser humà] crea la religió, la religió no crea l'ésser humà».
El filòsof Friedrich Nietzsche encunyà un altre lema famós: «Déu ha mort» (en alemany: «Gott ist tot»), frase no pronunciada directament per Nietzsche sinó posada en boca d'un dels personatges de la seua obra. Nietzsche argumenta que el cristianisme com a sistema de creences ha estat la institució moral del món occidental, i que el seu rebuig i col·lapse com a resultat del pensament modern (la mort de Déu) podria causar el sorgiment del nihilisme o de la desaparició dels valors. Encara que Nietzsche era un ateu incondicional, estava preocupat pels efectes negatius del nihilisme sobre la humanitat, per la qual cosa instà a reexaminar els vells valors i crear-ne de nous, perquè l'ésser humà assolís un estatus superior, que va qualificar d'Übermensch (superhumà o suprahumà).

### Segle XX
L'ateisme trobà al segle xx reconeixement en una gran varietat de corrents filosòfics tals com l'existencialisme, l'objectivisme, l'humanisme laic, el nihilisme, l'empirisme lògic, el marxisme, el feminisme, el moviment racionalista i el mètode científic. El neopositivisme i la filosofia analítica rebutjaren el racionalisme clàssic i la metafísica en favor de l'estricte empirisme i el nominalisme epistemològic: partidaris com Bertrand Russell rebutjaren la creença en Déu. En les seues obres inicials Ludwig Wittgenstein intentà separar el llenguatge metafísic i sobrenatural del discurs racional.
Alfred Jules Ayer demostrà la inverificabilitat i el sense sentit de les afirmacions religioses, i reafirmà la seua adhesió a les ciències empíriques. L'estructuralisme de Lévi-Strauss associà el llenguatge religiós al subconscient humà, negant el seu significat transcendent. J. N. Findlay i J. J. C. Smart van argumentar que l'existència de Déu no és una necessitat lògica. Naturalistes i materialistes com John Dewey consideraren el món natural com la base de totes les coses, negant l'existència de Déu o la immortalitat.
El s. XX també va veure la imposició política de l'ateisme en triomfar els moviments que es basaven en les tesis de Marx i Engels en molts estats, sobretot a l'est d'Europa, Àsia i Àfrica. L'ateisme d'estat i la repressió de les religions organitzades s'estengueren per tots els països comunistes, tant en l'òrbita de la Unió Soviètica com en la República Popular de la Xina. Aquests estats se secularitzaren totalment perquè la religió es considerava una superestructura irracional i paràsita de la societat capitalista, innecessària i perjudicial en la nova societat socialista. Es confiscaren les esglésies i béns de les organitzacions religioses i deixaren les seues organitzacions en la mínima expressió i sovint en la clandestinitat. Els oficis religiosos eren investigats per l'estat, i l'assistència a ells podia fer perillar la carrera professional i política dels fidels. A voltes s'arribà a empresonar i torturar clergues i fidels, com registra Aleksandr Solzhenitsyn en Arxipèlag Gulag. En conseqüència, les organitzacions religioses, com l'Església catòlica, foren dels més acèrrims oponents als règims comunistes. En la majoria dels casos les estrictes mesures inicials de control religiós es van anar relaxant en els estats comunistes, tot i que en altres casos, com en l'Albània d'Enver Hoxha, van romandre igual, i esdevingué el 1967 en el primer (i únic) estat ateu oficialment declarat.
Hoxha intentà prohibir la pràctica religiosa per complet, que fou sistemàticament perseguida. No s'hi restaurà el dret de la pràctica religiosa fins a 1991.
A l'Índia, Periyar, un prominent líder ateu, va criticar l'hinduisme i els bramans per discriminar i dividir la gent en funció de les casta i la religió.
En un discurs de 1956 penjà en una estàtua del déu Rama una garlanda de sabatilles (això a l'Índia es considera un afront gravíssim) mentre feia afirmacions com: «El que crea un déu és un boig, el que estén el seu nom és un pocavergonya i el que l'adora és un bàrbar».
Durant la guerra freda era freqüent als Estats Units qualificar els oponents com «godless communists» (comunistes sense Déu) per denotar el punt de vista que els ateus eren antipatriòtics i no eren de fiar. En aquest context les paraules «under God» (‘sota Déu’) s'inseriren en el jurament de lleialtat el 1954, i el lema nacional canvià de I Pluribus Unum a In God We Trust el 1956.

El cercle i l'escaire, un altre símbol ateista d'ús popular

### Segle XXI
A la primeria del segle xxi continua l'assentament del laïcisme i l'ateisme en les societats occidentals. Aparegueren moviments com el Bright, i una multitud d'obres antiteistes i laïcistes.
Entre els autors ateus hi ha: Michel Onfray, Sam Harris, David Mills, Daniel Dennett, Ibn Warraq, Ayaan Hirsi Ali, Richard Dawkins, Christopher Hitchens, Victor J. Stenger i Anthony C. Grayling. Actualment entre els joves dels Estats Units l'ateisme ha assolit els nivells més alts registrats en tota la història.
En molts estats, però, encara negar l'existència de Déu es castiga com un delicte de blasfèmia, tot i que tals lleis estan en contra de la llibertat de creences proclamada en la Declaració Universal dels Drets Humans.